# Зов предков (фильм, 1935)
«Зов предков» (англ. The Call of the Wild) — американский кинофильм 1935 года. Экранизация одноимённого произведения Джека Лондона.

## Сюжет
Джек Торнтон спас Бэка — наполовину пса, наполовину волка (отсылка к другому произведению Джека Лондона «Белый Клык»), купив его у заносчивого англичанина, собиравшегося пристрелить собаку. Проигрыш в карты заставляет главного героя ехать добывать золото на Аляску. Его попутчиком по дороге к Юкону стал Коротышка Хулихан, завладевший картой сокровищ, содержащейся в письме исчезнувшего золотоискателя. Далее Джек спасает неизвестную женщину, и уже втроём они отправляются на поиски золота…

## В ролях
| Актёр           | Роль                                     |
| --------------- | ---------------------------------------- |
| Кларк Гейбл     | Джек Торнтон                             |
| Лоретта Янг     | Клэр Блейк                               |
| Джек Оуки       | Коротышка Хулихан                        |
| Реджинальд Оуэн | Мистер Смит                              |
| Френк Конрой    | Джон Блейк                               |
| Кэтрин Демилль  | Мари                                     |
| Сидни Толер     | Джо Гроггинс                             |
| Джеймс Бёрк     | Оул                                      |
| Чарльз Стивенс  | Франсуа                                  |
| Лало Энсинас    | Кали                                     |
| Томас Джексон   | Текс Рикард                              |
| Гарри Вудс      | Мыльный Смит                             |
| Мэри Макларен   | жительница Доусона (в титрах не указана) |

## Производство
Во время съёмок фильма Кларк Гейбл изнасиловал Лоретту Янг, которая позже родила дочь Джуди Льюис (1935—2011). Гейбл и Янг никогда публично не признавались в том, что они биологические родители Джудит, которую Янг официально удочерила.

## Фотографии со съёмок
- Кларк Гейбл и Джек Оуки отыгрывают сцену про волков
- Кларк Гейбл во время съёмок
- Лоретта Янг наблюдает сцену